# John Capgrave
John Capgrave (* 1396 in Norwich, Norfolk; † 1464 in King’s Lynn, Norfolk) war ein englischer Historiker, Theologe und Augustinermönch in der Renaissance.

## Leben
Capgrave studierte in Oxford und schloss sich dann den Augustinern an. Den Großteil seines Werks schrieb er im Ordenshaus von King’s Lynn. Capgrave verfasste Bibelkommentare und Predigten, wurde jedoch vor allem mit seiner englischen „Chronicle of England“ bekannt, die er bis zum Jahr 1417 führte. Die ihm zugeschriebene Sammlung von Heiligenbiografien,
„Nova legenda Angliae“, war nicht ausschließlich Capgraves Werk. Es erschien erstmals 1516.